# Борики (Болгарія)
Бо́рики (болг. Борики) — село в Габровській області Болгарії. Входить до складу общини Габрово.

## Населення
За даними перепису населення 2011 року у селі проживали 127 осіб, з них 126 осіб (99,2%) — болгари.
Розподіл населення за віком у 2011 році:
Динаміка населення: